# Parafia Matki Bożej Gwiazdy Morza w Darwin
Parafia Matki Bożej Gwiazdy Morza w Darwin – parafia rzymskokatolicka, należąca do diecezji Darwin.
Pierwsza wzmianka o chrześcijanach zamieszkujących tereny miasta Darwin miała miejsce na łamach czasopisma Northern Territory Times, kiedy to w wydaniu z dnia 15 lipca 1882 roku napisano: "Two Roman Catholic priests of the Order of the Sacred Heart ...came ashore and baptised some young children belonging to Catholic families" ("Dwaj katoliccy księża należący do wspólnoty Najświętszego Serca ...przybyli tutaj i ochrzcili kilkoro dzieci pochodzących z rodzin katolickich").